# 约翰·波森
約翰·包笙（1949年3月6日—，生於英國約克郡哈利法克斯），英国建築及空間設計大師，風格極為簡約，以水泥模造的樓梯與巧妙的燈光設計，是波森最經典的設計。
其作品包含了香港國際機場國泰航空貴賓室、卡文·克萊紐約、巴黎、東京等旗艦店、倫敦的JIGSAW旗艦店，另外還有位於西班牙馬德里的Hotel Puerta America，約翰負責了飯店大廳及藝廊的空間規劃。他的名言是「愈簡約，愈能看出是物本身的面相」，年輕時曾遊歷日本，並在日本的建築師事務所工作過，深受東方文化及禪風寫意的影響，堪稱是90年代至今，極簡主義最具代表性的建築師之一。